# マラム・バカイ・サニャ
マラム・バカイ・サニャ（ポルトガル語: Malam Bacai Sanhá, 1947年5月5日 - 2012年1月9日）は、ギニアビサウの政治家、政治学者。同国大統領（第8代）。

## 人物
1947年5月5日、キナラ州のダルサラームに生まれる。ギニア・カーボベルデ独立アフリカ党に入党し、ガブ州およびビオンボ州知事、各種大臣を歴任し、1994年に国民議会議員となる。内戦によってジョアン・ヴィエイラ大統領が亡命した後の1999年5月14日、大統領選挙が実施されるまでの大統領代理に指名された。
1999年11月28日に実施された大統領選挙の一次投票ではサニャは23.37%の得票率で2位であった。2000年1月16日の決選投票ではクンバ・ヤラ候補の72.0%に対して、サニャは28.0%しか得票できなかった。2月17日に大統領代理を退任した。
2003年の軍事クーデターでヤラが失脚し、暫定政権に移行したのち、2005年6月19日に大統領選挙が実施され、3人の元大統領(サニャ、ヤラ、ヴィエイラ)が、有力候補に挙がっていた。サニャはPAIGCの代表として出馬し、一次投票では35.45%を得票して1位、元大統領のジョアン・ヴィエイラが28.87%で2位であった。しかし2005年7月24日の二次投票では、サニャは過半数を獲得することができず、ヴィエイラ候補に敗れた。
2009年6月28日の大統領選では、一次投票で半数を超える候補者がいなかったため、サニャと野党PRS党首のヤラ元大統領による二次投票が2009年7月26日に行われ、サニャが63.52%の得票率（投票率61%）で大統領に選出された。同年9月8日、大統領に就任。
2012年1月9日、フランス共和国の首都・パリの病院で死去。死因は糖尿病であった。64歳没。大統領の代行にはライムンド・ペレイラが就任した。

### 軍部との確執
サニャ政権は腐敗が進む国軍の改革を進めたことで反発を招いた。2010年4月に反体制派の軍人らがカルロス・ゴメス・ジュニオル首相を自宅軟禁した事件が発生した（ギニアビサウ軍#2010年ギニアビサウ軍事的不安）。また軍部内で横行する南米・欧州間の麻薬密輸の取締りを強化したことで、死去する数週間前の2011年12月27日には「麻薬王」ことホセ・アメリコ・ブボ・ナ・チュト海軍少将らがクーデターを計画したとして逮捕された（サニャはパリで療養中であった）。
サニャは大統領に在職中のまま死去したため、憲法に従い90日以内に大統領選挙が実施されることになった。だが人気の大統領候補がサニャと同じく軍部改革を掲げていたことで、4月13日の軍事クーデターを招いた（2012年ギニアビサウクーデター）。